# ラドソン (サウスカロライナ州)
ラドソン（英: Ladson) は、アメリカ合衆国サウスカロライナ州南東部のバークレー郡、チャールストン郡、ドーチェスター郡の3郡に跨る国勢調査指定地域 (CDP) である。2010年の国勢調査での人口は13,790 人だった。チャールストン・ノースチャールストン・サマービル大都市圏に属している。

## 地理
ラドソンはバークレー郡では南西部、チャールストン郡の北部、ドーチェスター郡の南東部にあり、座標では北緯33度0分34秒 西経80度6分20秒 / 北緯33.00944度 西経80.10556度 (33.009563, -80.105553)に位置している。ラドソンの南西はサマービル町、南はノースチャールストン市、東はグースクリーク市、北西は国勢調査指定地域のサンガリーに接している。
アメリカ国道78号線と州間高速道路26号線が並行してラドソンの中を通っており、州間高速道路26号線には出口203番からアクセスできる。チャールストン中心街は南東に20マイル (32 km)、州都コロンビアは北西に97マイル (156 km) にある。
アメリカ合衆国国勢調査局に拠れば、CDPの全面積は7.0平方マイル (18.2 km2)であり、全て陸地である。2000年国勢調査時点では8.6平方マイル (22.3km2) あったが、その後一部の領域をサマービル町とノースチャールストン市に併合されたので、減少した。

## 人口動態
以下は2000年の国勢調査による人口統計データである。
| 基礎データ - 人口: 13,264 人 - 世帯数: 4,571 世帯 - 家族数: 3,560 家族 - 人口密度: 594.8人/km2（1,540.9 人/mi2） - 住居数: 4,863 軒 - 住居密度: 218.1軒/km2（564.9 軒/mi2） 人種別人口構成 - 白人: 71.70% - アフリカン・アメリカン: 22.06% - ネイティブ・アメリカン: 0.97% - アジア人: 2.04% - 太平洋諸島系: 0.07% - その他の人種: 1.30% - 混血: 1.86% - ヒスパニック・ラテン系: 2.97% | 年齢別人口構成 - 18歳未満: 30% - 18-24歳: 9.7% - 25-44歳: 33.7% - 45-64歳: 20.7% - 65歳以上: 4.9% - 年齢の中央値: 31歳 - 性比（女性100人あたり男性の人口） - 総人口: 99.3 - 18歳以上: 96.4 世帯と家族（対世帯数） - 18歳未満の子供がいる: 44.3% - 結婚・同居している夫婦: 56.4% - 未婚・離婚・死別女性が世帯主: 15.8% - 非家族世帯: 22.1% - 単身世帯: 15.9% - 65歳以上の老人1人暮らし: 3.0% - 平均構成人数 - 世帯: 2.90人 - 家族: 3.22人 | 収入と家計 - 収入の中央値 - 世帯: 41,589米ドル - 家族: 44,726米ドル - 性別 - 男性: 31,290米ドル - 女性: 23,524米ドル - 人口1人あたり収入: 16,482米ドル - 貧困線以下 - 対人口: 9.8% - 対家族数: 7.1% - 18歳未満: 13.5% - 65歳以上: 9.3% |